# Business & Information Systems Engineering
Business & Information Systems Engineering (ou BISE) est une revue scientifique internationale, qui parait tous les deux mois, relue par des pairs en double aveugle. Elle publie des recherches scientifiques sur la conception et l'utilisation efficaces et efficientes des systèmes d'information par les individus, les groupes, les entreprises et la société pour l'amélioration du bien-être social.
Les systèmes d'information sont ici compris comme des systèmes socio-techniques comprenant des tâches, des personnes et des technologies de l'information.

## Thèmes abordés
Les recherches publiées dans la revue portent sur l'analyse, la conception, la mise en œuvre et la gestion des systèmes d'information, dans les domaines de la gestion de l'information, de l'informatique, de l'administration des affaires et de l'économie, des nouveaux médias et de la recherche opérationnelle.
C'est l'une des premières revues ayant largement abordé le sujet de la consommation énergétique exponentielle des Systèmes d'informations et plus largement la question de leur soutenabilité et de la responsabilité sociale et environnementale de l'internet et des systèmes informatiques,, y compris émergents comme la blockchain.

## Histoire
Business & Information Systems Engineering (BISE) est le successeur en anglais de la revue Wirtschaftsinformatik, qui est la revue phare de la communauté des systèmes d'information de langue allemande depuis plus de 50 ans. La revue allemande Elektronische datenverarbeitung, publiée depuis 1959, a été renommée Angewandte Informatik en 1971 et de nouveau en Wirtschaftsinformatik en 1989, avec le premier numéro publié en 1990. Pour étendre sa portée en Europe et à l'international, et pour mieux toucher sa communauté scientifique internationale, Wirtschaftsinformatik est publié dans une traduction anglaise de couverture à couverture sous le titre Business & Information Systems Engineering (BISE) depuis le numéro 1/2009. La décision stratégique de mieux s'adresser à la communauté internationale a conduit à la fin du Wirtschaftsinformatik allemand avec le numéro 6/2014, et à partir du numéro 1/2015, il ne reste que l'anglais Business & Information Systems Engineering.

## Rédacteurs en chef
- Christof Weinhardt : depuis 2019
- Martin Bichler : 2012 - 2019
- Hans Ulrich Buhl : 2006 - 2013
- Wolfgang König : 1998–2008
- Ulrich Hasenkamp : 1992–2000
- Peter Mertens : 1990-2000
- Norbert Szyperski : 1971–1991
- Paul Schmitz : 1969–1991
- Hans Konrad Schuff : 1959-1968

## Types de soumissions
BISE permet différents types de soumissions.
Les articles de recherche sont au cœur de la revue et fournissent des résultats de recherche achevés en tant que contributions originales et substantielles à la littérature.
La revue publie également des notes de recherche, qui favorisent le dialogue au sein de la communauté sur les développements nouveaux et émergents. Cela peut inclure des rapports sur de nouvelles idées conceptuelles ou des applications réussies dans le domaine, qui sont pertinentes pour les praticiens et encouragent les recherches futures.
Le BISE publie également des articles sur l'état de l'art, qui examinent les développements récents dans un domaine d'intérêt particulier. Tous les types de soumissions ci-dessus sont des contributions de recherche en double aveugle évaluées par des pairs. Le département Interaction homme-machine et informatique sociale accepte les rapports enregistrés depuis 2019.

### Départements
Le BISE est segmenté en 7 départements de recherche scientifique, couvrant des sujets tels que :
- Gestion de processus
- Analyse décisionnelle et science des données
- Economie des Systèmes d'Information
- Modélisation d'entreprise et écosystèmes d'affaires
- Interaction homme-machine et informatique sociale
- Ingénierie et technologie des systèmes d'information
- Gestion et utilisation de l'information et des connaissances

## Autres rubriques
Les sections spécifiques du journal comprennent les éléments suivants :
- Mots clés décrivant les technologies émergentes et les phénomènes importants pour la communauté BISE ;
- Discussion, fournissant des déclarations d'experts sur un sujet particulier pertinent pour le domaine;
- Entretiens avec les meilleurs universitaires et représentants de l'industrie.

## Affiliations
BISE est parrainé par la section « Systèmes d'information » (Wirtschaftsinformatik, WKWI) de l'Association allemande pour la recherche commerciale (VHB) et le groupe d'intérêt spécial Business Informatics (GI-FB WI) de la Gesellschaft für Informatik e. V. (GI) avec plus de 1 200 membres.
BISE est également une revue affiliée à l'Association for Information Systems (AIS).